# Mô liên kết
Mô liên kết là một trong bốn loại mô động vật cơ bản, cùng với mô biểu mô, mô cơ và mô thần kinh. Nó được phát triển từ trung bì. Mô liên kết được tìm thấy ở giữa các mô khác ở khắp mọi nơi trong cơ thể, kể cả hệ thần kinh. Trong hệ thần kinh trung ương, ba màng ngoài (màng não) bao bọc não và tủy sống bao gồm các mô liên kết. Chúng hỗ trợ và bảo vệ cơ thể. Tất cả các mô liên kết bao gồm ba thành phần chính: sợi (sợi đàn hồi và collagen), chất nền ngoại bào và tế bào. Không phải tất cả các cơ quan có máu hoặc bạch huyết là mô liên kết vì chúng thiếu thành phần sợi. Tất cả chúng đều nằm trong nước cơ thể.
Các tế bào của mô liên kết bao gồm các nguyên bào sợi, tế bào mỡ, đại thực bào, tế bào mast và bạch cầu.

## Phân loại
Mô liên kết có thể được chia thành mô liên kết thích hợp và mô liên kết đặc biệt. Mô liên kết thích hợp bao gồm mô liên kết lỏng lẻo và mô liên kết dày đặc (được chia thành các mô liên kết dày đặc thường xuyên và bất thường). Mô liên kết lỏng lẻo và dày đặc được phân biệt bằng tỷ lệ chất nền cho mô sợi. Mô liên kết lỏng lẻo có nhiều chất nền và thiếu tương đối mô sợi, trong khi điều đó ngược lại với mô liên kết dày đặc. Mô liên kết dày đặc thường xuyên, được tìm thấy trong các cấu trúc như gân và dây chằng, được đặc trưng bởi các sợi collagen được sắp xếp theo một trật tự song song có trật tự, tạo cho nó độ bền kéo theo một hướng. Mô liên kết dày đặc bất thường cung cấp sức mạnh theo nhiều hướng bởi các bó sợi dày đặc được sắp xếp theo mọi hướng.
Mô liên kết đặc biệt bao gồm mô liên kết lưới, mô mỡ, sụn, xương và máu. Các loại mô liên kết khác bao gồm mô liên kết sợi, đàn hồi và bạch huyết. Mô liên kết vascularised mới hình thành trong quá trình chữa lành vết thương được gọi là mô hạt. Nguyên bào sợi là các tế bào chịu trách nhiệm sản xuất một số mô liên kết.
Collagen loại I có mặt ở nhiều dạng mô liên kết và chiếm khoảng 25% tổng hàm lượng protein trong cơ thể động vật có vú.

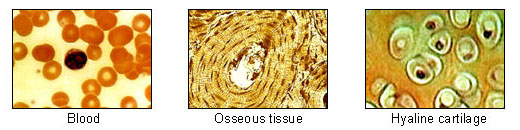
Một số loại mô liên kết

### Đặc điểm
Đặc điểm của mô liên kết:
- Các tế bào được trải trong một chất dịch ngoại bào.
- Chất nền - một chất lỏng trong suốt, không màu và nhớt chứa glycosaminoglycans và proteoglycans để cố định nước cơ thể và các sợi collagen trong không gian tế bào. Chất nền làm chậm sự lây lan của mầm bệnh.
- Sợi. Không phải tất cả các loại mô liên kết đều là sợi. Ví dụ về mô liên kết không sợi bao gồm mô mỡ và máu. Mô mỡ cho phép "đệm cơ học" vào cơ thể, cùng với các chức năng khác.[10][11] Mặc dù không có mạng lưới collagen dày đặc trong mô mỡ, các nhóm tế bào mỡ được giữ lại với nhau bằng các sợi collagen và các tấm collagen để giữ mô mỡ dưới dạng nén tại chỗ (ví dụ, đế của bàn chân). Mạng liên kết của máu là huyết tương.
- Cả chất nền ngoại bào và protein (sợi) tạo ra mạng liên kết cho mô liên kết. Các mô liên kết có nguồn gốc từ mesenchyme.

Các loại sợi:
| Mô           | Chức năng                                       | Thành phần                         | Vị trí                                                               |
| ------------ | ----------------------------------------------- | ---------------------------------- | -------------------------------------------------------------------- |
| Sợi collagen | Liên kết xương và các mô khác với nhau          | Chuỗi alpha polypeptide            | gân, dây chằng, da, giác mạc, sụn, xương, mạch máu, ruột và đĩa đệm. |
| Sợi đàn hồi  | Cho phép các cơ quan như động mạnh, phổi co bóp | Sợi microfibril đàn hồi và elastin | mạng liên kết ngoại bào                                              |
| Sợi lưới     | Tạo thành giàn đỡ cho các tế bào khác           | Collagen loại III                  | gan, tủy xương và các cơ quan bạch huyết                             |

## Chức năng
Mô liên kết có nhiều chức năng phụ thuộc vào loại tế bào và các lớp sợi khác nhau có liên quan. Mô liên kết dày đặc bất thường và lỏng lẻo, được hình thành chủ yếu bởi nguyên bào sợi và sợi collagen, có vai trò quan trọng trong việc cung cấp môi trường oxy và chất dinh dưỡng để khuếch tán từ mao mạch đến tế bào và cacbon dioxide và chất thải khuếch tán từ các tế bào trở lại lưu thông. Chúng cũng cho phép các cơ quan chống lại các lực kéo dài và rách. Mô liên kết dày đặc thường xuyên, hình thành cấu trúc tổ chức, là thành phần chức năng chính của gân, dây chằng và aponeuroses và cũng được tìm thấy trong các cơ quan chuyên môn cao như giác mạc.:161 Sợi đàn hồi, được tạo thành từ elastin và fibrillin, cung cấp sức đề kháng cho lực căng.:171 Chúng được tìm thấy trong các thành của các mạch máu lớn và trong một số dây chằng, đặc biệt là trong ligamenta flava.:173
Trong các mô tạo máu và bạch huyết, các sợi lưới được tạo ra bởi các tế bào lưới cung cấp chất nền hoặc hỗ trợ cấu trúc - cho nhu mô - hoặc phần chức năng - của cơ quan.:171
Mesenchyme là một loại mô liên kết được tìm thấy trong việc phát triển các cơ quan của phôi có khả năng phân hóa thành tất cả các loại mô liên kết trưởng thành. Một loại mô liên kết không phân biệt tương đối khác là mô liên kết niêm mạc, được tìm thấy bên trong dây rốn.:160
Các loại mô và tế bào chuyên biệt khác nhau được phân loại theo phổ mô liên kết và đa dạng như mô mỡ màu nâu và trắng, máu, sụn và xương.:158 Tế bào của hệ thống miễn dịch, chẳng hạn như đại thực bào, tế bào mast, các tế bào plasma và bạch cầu ưa eosin được tìm thấy nằm rải rác trong mô liên kết lỏng lẻo, cung cấp nền tảng để bắt đầu phản ứng viêm và miễn dịch khi phát hiện kháng nguyên.:161